# Stabilisation d'image

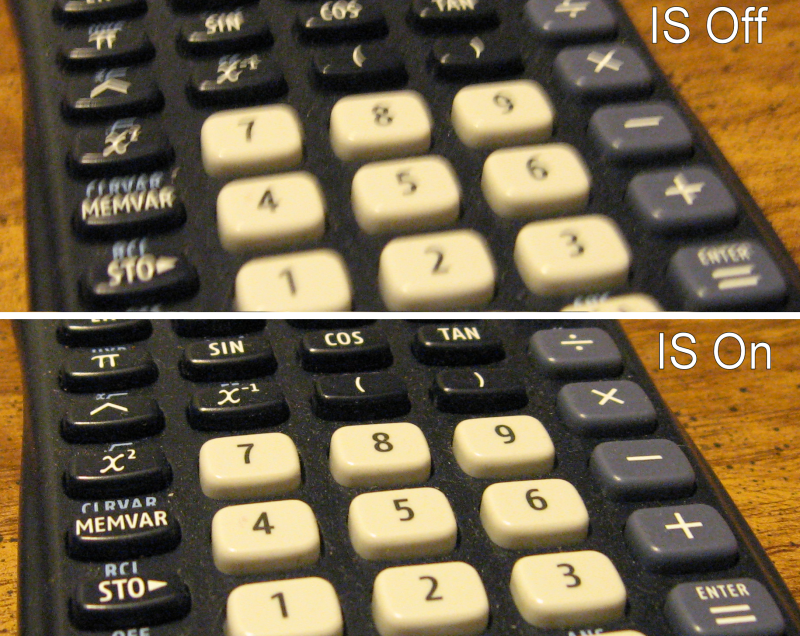
Les images ci-dessus ont été prises dans les mêmes conditions avec la stabilisation d'image désactivée en haut) ou activée (en bas). Le flou de bougé est largement atténué dans l'image stabilisée.

La stabilisation d'image (image stabilization en anglais, souvent abrégé en IS) est un ensemble de techniques permettant d'améliorer la netteté d'une image. Ces techniques sont employées dans les appareils photographiques, les jumelles, et les télescopes. La stabilisation permet de réduire l'effet du flou de bougé des images prises avec un temps de pose trop long pour avoir une image nette avec un appareil tenu à la main.

## Techniques
Le tremblement de la main peut être compensé par :
- une lentille ou un prisme mobile ;
- un capteur mobile, technique plus difficile à mettre en œuvre ;
- un traitement numérique de l'image, fonctionnant sur le principe du recadrage, et ce, aux dépens de la taille de l'image finale qui est légèrement rognée ;
- un dispositif de stabilisation inertielle de l'appareil de prise de vue ;
- un dispositif de stabilisation assistée de l'appareil de prise de vue.

### Stabilisation optique
La stabilisation optique consiste à stabiliser l'axe optique de manière à contrecarrer les mouvements de l'appareil photographique, ou des jumelles. Cette technique est implémentée au niveau de l'objectif ou, en photographie numérique, du capteur. L'image projetée est stabilisée avant l'impression de la surface. La visée s'en trouve plus confortable, et l'exposition est moins soumise au flou généré par les mouvements du photographe.

#### Stabilisation au niveau de l'instrument optique (objectif, jumelles, lunette)

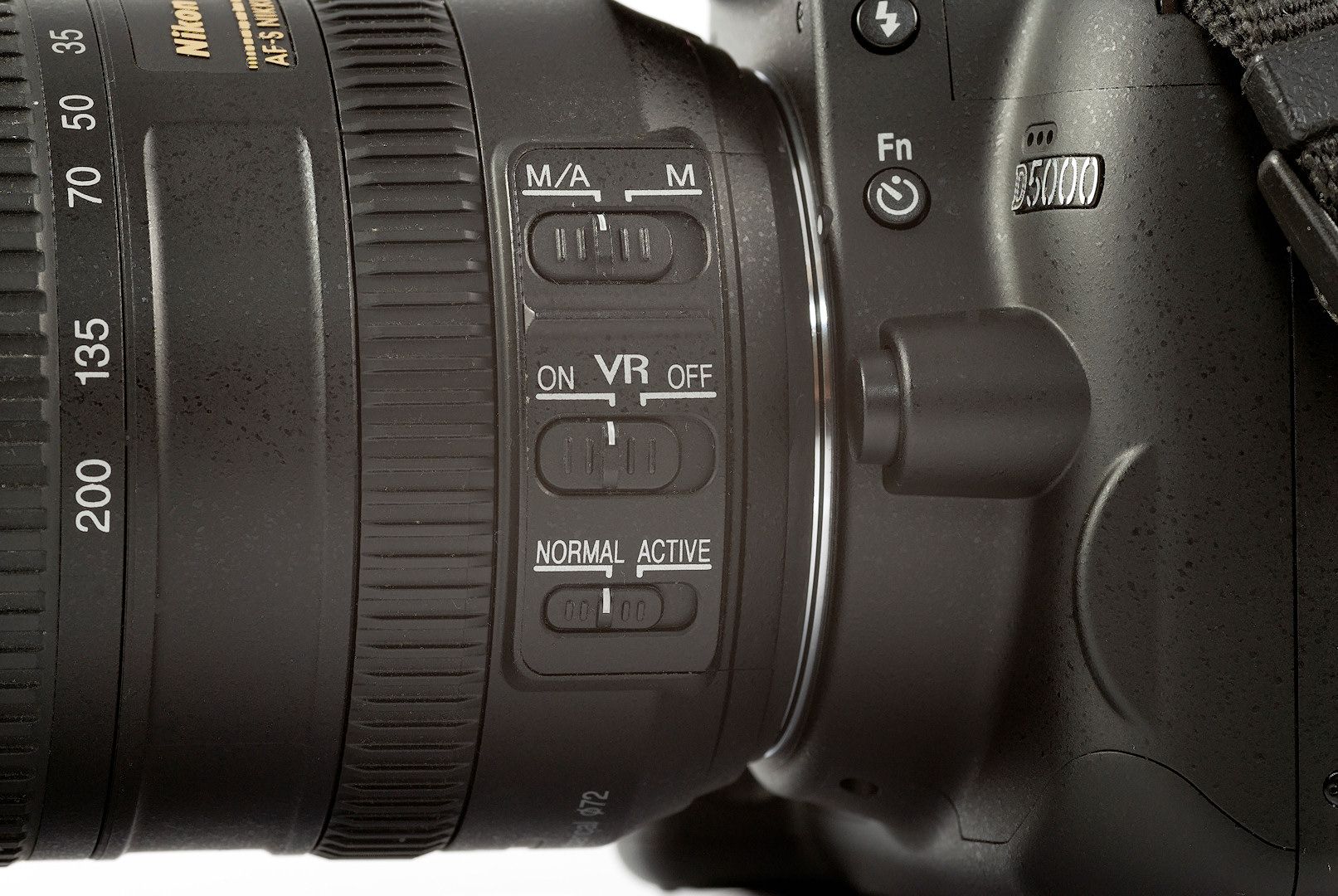
Commandes du système de stabilisation Nikon VR sur un zoom Nikon 2,8/70-200.

Ce principe recourt à une lentille flottante qui se déplace orthogonalement à l'axe optique de l'objectif, à l'aide d'électroaimants. Les vibrations sont détectées par deux gyromètres piézoélectriques détectant respectivement les mouvements horizontaux et verticaux. Ce système peut corriger les mouvements sur deux axes : latéraux et verticaux ; il ne peut compenser les mouvements de roulis, tangage ou lacets. Sur certaines optiques, le senseur latéral peut être débrayé pour ne pas interférer avec un travelling volontaire. Sur les modèles les plus élaborés, le système peut détecter automatiquement un travelling volontaire et adapte en conséquence le fonctionnement de la stabilisation. Cette stabilisation est parfois qualifiée d'optique, bien que le déplacement d'une lentille soit de la mécanique.

#### Stabilisation au niveau du capteur
Sur les appareils numériques sans miroir (monobloc ou hybride), le capteur peut être mobile de manière à compenser les mouvements de l'appareil, que ce soit pendant la visée ou pendant le temps de pose. Ce système peut corriger les mouvements sur cinq axes : roulis, tangage, lacets, et aussi les mouvements latéraux et verticaux. En 2003 Konica Minolta fut le premier à commercialiser un tel système sur le Dimage A1 (en), sous le nom d'AntiShake, rebaptisé SteadyShot par Sony sur la gamme Sony Alpha. Pentax, Olympus, et Canon utilisent aussi cette technique. Cette stabilisation est parfois qualifiée de mécanique, bien qu'elle agisse sur l'axe de réception optique.    
Combinaison des deux techniques : pour gagner encore en efficacité, les stabilisations par lentille mobile dans l'objectif et par déplacement du capteur dans le boîtier peuvent être combinées (si boîtier et objectifs sont conçus pour dialoguer).    
Aucune de ces techniques de stabilisation n'est efficace lors d'un déplacement longitudinal (le long de l'axe optique), que seul un autofocus très réactif et précis peut éventuellement compenser.
,

### Stabilisation inertielle

#### Stabilisation inertielle de l'appareil de prise de vue
L'appareil de prise de vue est stabilisé par différents procédés dérivés du Steadicam.

#### Stabilisation assistée de l'appareil de prise de vue
Le support de caméra, muni de capteurs, est assisté par vérins ou courroies commandés par un circuit logique.